# Hemeròbids
Els hemeròbids (Hemerobiidae) són una família d'insectes neuròpters, elts marrons a pàl·lides, coloració molt similar a fulles seques, algunes amb taques en les ales, aquestes són d'encaix i les pleguen sobre l'abdomen com una teulada; tant les larves com els adults són depredadors generalistes.s membres dels quals es coneixen com a crisopes marrons. Es troben a tot el món.
Són la més nombrosa de la seva ordre; són petits a mitjans, de tonalita

## Cicle de vida i hàbits
Les femelles dipositen els ous en els troncs o fulles de les plantes en petits grups, aquests són allargats i ovoides en un extrem. En descloure's, les larves s'allunyen ràpidament i, en general, no s'alimenten durant les primeres 24 hores de vida.
Les larves són de cos allargat, és a dir componeiformes, són depredadores generalistes voraces i molt mòbils; les peces bucals estan fusionades i formen dues peces agudes amb conductes injectables i succionadores, amb les quals maten i s'alimenten; encara que unes poques espècies estan especialitzades en un grup determinat de preses, i les majors són caníbals de les més petites.
Durant aquesta etapa sofreixen dues mudes i tres instessis o etapes larvals, distingibles només per la grandària. Al final de l'estat larval construeixen un capoll ovalat i recobert de seda, on pupan i sofreixen la transformació de larva a adult alat.
Els adults, amb potes marcadores, de grandària petita a mitjà segons l'espècie, posseeixen mandíbules masticadores, són depredadors voraços especialment de pugons. Alguns són actius en el dia però en general la seva major activitat és en la nit. Prefereixen la vegetació arbustiva a arbòria, molt poques espècies es troben presents en àrees obertes o en prades.
Realitzen una parada nupcial abans de l'acoblament, durant aquest la femella exposa a l'exterior part de les peces genitals on el mascle diposita els espermatozoides; a vegades realitzen un segon acoblament, després romanen diversos dies sense copular.

## Importància
Per ser depredadors voraços tant en estat larval com a adultes de diferents artròpodes de cos tou com: àfids i altres insectes, himenòpters fitòfags, larves de lepidòpters, per la qual cosa són utilitzades en programes de control de plagues en l'agricultura.
Malgrat el seu gran nombre, sent la família amb més espècies dels neuròpters, solament algunes poques espècies han estat utilitzades en programes de control biològic en l'agricultura, com és Sympherobius amicus contra els Pseudococcidae, i S. domesticus. A Hawaii ha tingut gran èxit la introducció de Syphobius barberi i Nesomicromus navigatorum, contra la xinxe harinosa i plagues d'àfids.
Es dificulta la seva producció massiva pel seu alt grau de canibalisme a nivell larval, i el requeriment de preses vives tant per als adults com per a les larves. Les dietes artificials no han donat bons resultats, encara que alguns adults s'han aconseguit alimentar amb dietes riques en proteïnes.